# Sanogasta puma
Sanogasta puma là một loài nhện trong họ Anyphaenidae.
Loài này thuộc chi Sanogasta. Sanogasta puma được M. J. Ramírez miêu tả năm 2003.